# Fehraltorf
Fehraltorf es una comuna suiza del cantón de Zúrich, situada en el distrito de Pfäffikon.
Limita al norte con la comuna de Illnau-Effretikon, al este con Russikon y Pfäffikon, al sur con Uster, y al oeste con Volketswil.
En la comuna además del núcleo urbano de Fehraltorf, también se encuentra la aldea de Mesikon.

## Transportes
Ferrocarril
Existe una estación ferroviaria en la comuna donde efectúan parada trenes de cercanías de una línea perteneciente a la red S-Bahn Zúrich.